# Soulsavers
Soulsavers ist ein Musikprojekt, das die britischen Produzenten Ian Glover und Rich Machin im Jahr 2000 gründeten. Neben einigen Remixen für andere Künstler veröffentlichten die Soulsavers sieben eigene Studioalben und zehn Singles. Dabei setzen sie häufig auf die Unterstützung von Gastmusikern wie Mark Lanegan, Mike Patton und Dave Gahan. Letzteres kam zustande durch den Support von Depeche Mode bei der Tour of the Universe.
Die Soulsavers mischen Downbeat mit Einflüssen aus diversen Musikstilen wie Rock, Soul und Gospel.

## Diskographie

### Alben
- 2003: Tough Guys Don’t Dance
- 2007: It’s Not How Far You Fall, It’s the Way You Land (mit Mark Lanegan)
- 2009: Broken (mit Mark Lanegan)
- 2012: The Light the Dead See (mit Dave Gahan)
- 2015: Angels & Ghosts (mit Dave Gahan)
- 2015: Kubrick
- 2021: Imposter (mit Dave Gahan)

### Singles
- 2002: Beginning to See the Dark (EP)
- 2003: Revolution Song
- 2004: Closer EP
- 2007: Revival
- 2007: Kingdoms of Rain
- 2009: Sunrise
- 2009: Death Bells
- 2009: Unbalanced Pieces
- 2010: Some Misunderstanding
- 2012: Longest Day mit Dave Gahan als Sänger
- 2012: Take Me Back Home mit Dave Gahan als Sänger
- 2015: All of This And Nothing mit Dave Gahan als Sänger

### Remixe
- 2001: Starsailor – Goodsouls
- 2002: Doves – Satellites
- 2002: Starsailor – Poor Misguided Fool
- 2003: Broadway Project – Sufi
- 2004: Starsailor – Four to the Floor
- 2005: The Mothers – Speak for Me